# Srbice (Votice)
Srbice je část města Votice v okrese Benešov. Nachází se na severozápadě Votic. Prochází zde silnice I/3. V roce 2009 zde bylo evidováno 37 adres. V roce 2001 zde trvale žilo 76 obyvatel.
Srbice leží v katastrálním území Votice o výměře 10,85 km2.

## Historie
První písemná zmínka o vesnici pochází z roku 1405.

## Obecní správa
V letech 1869–1890 k obci patřily Babice a Martinice.

## Další fotografie

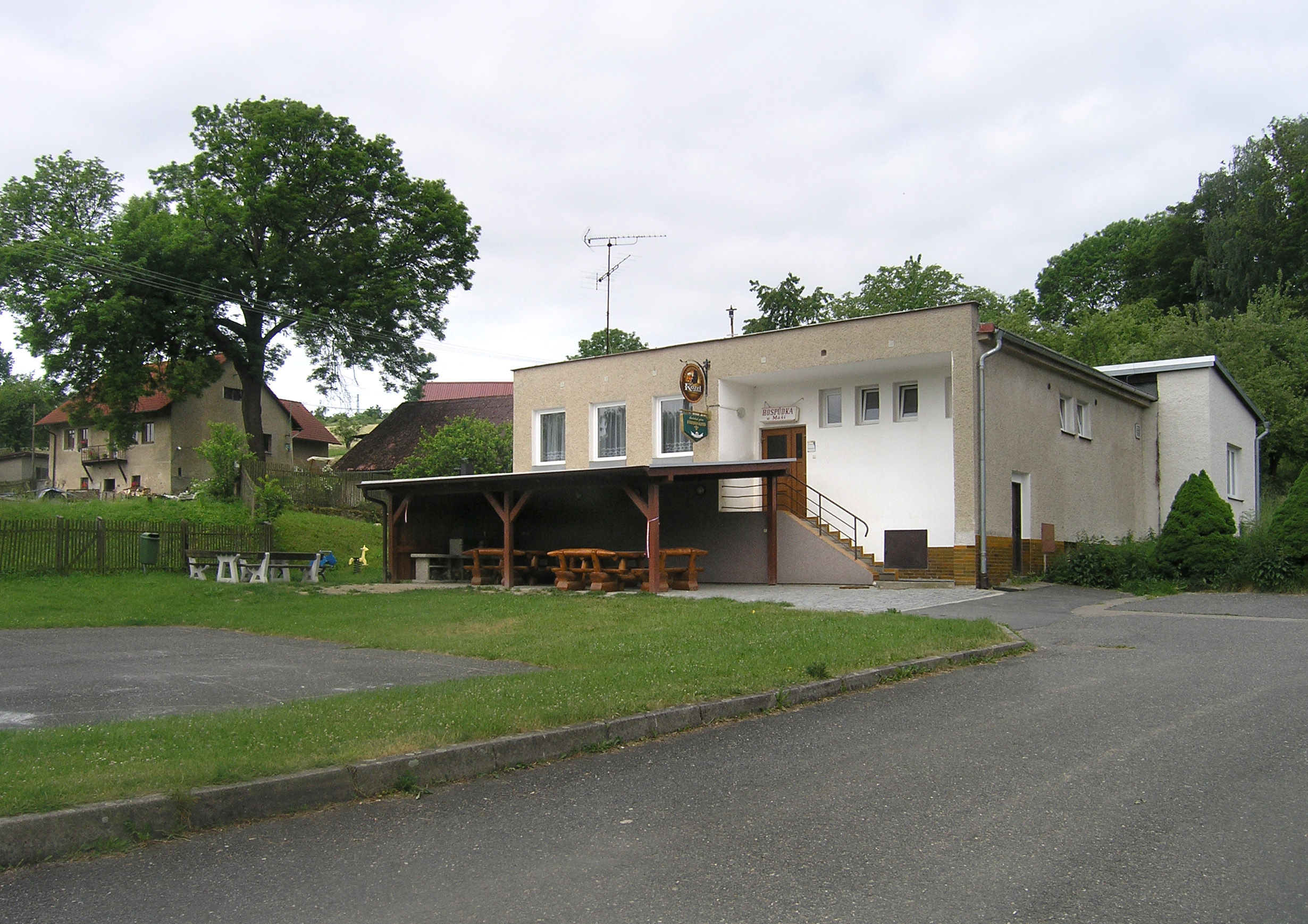
Restaurace u hřiště
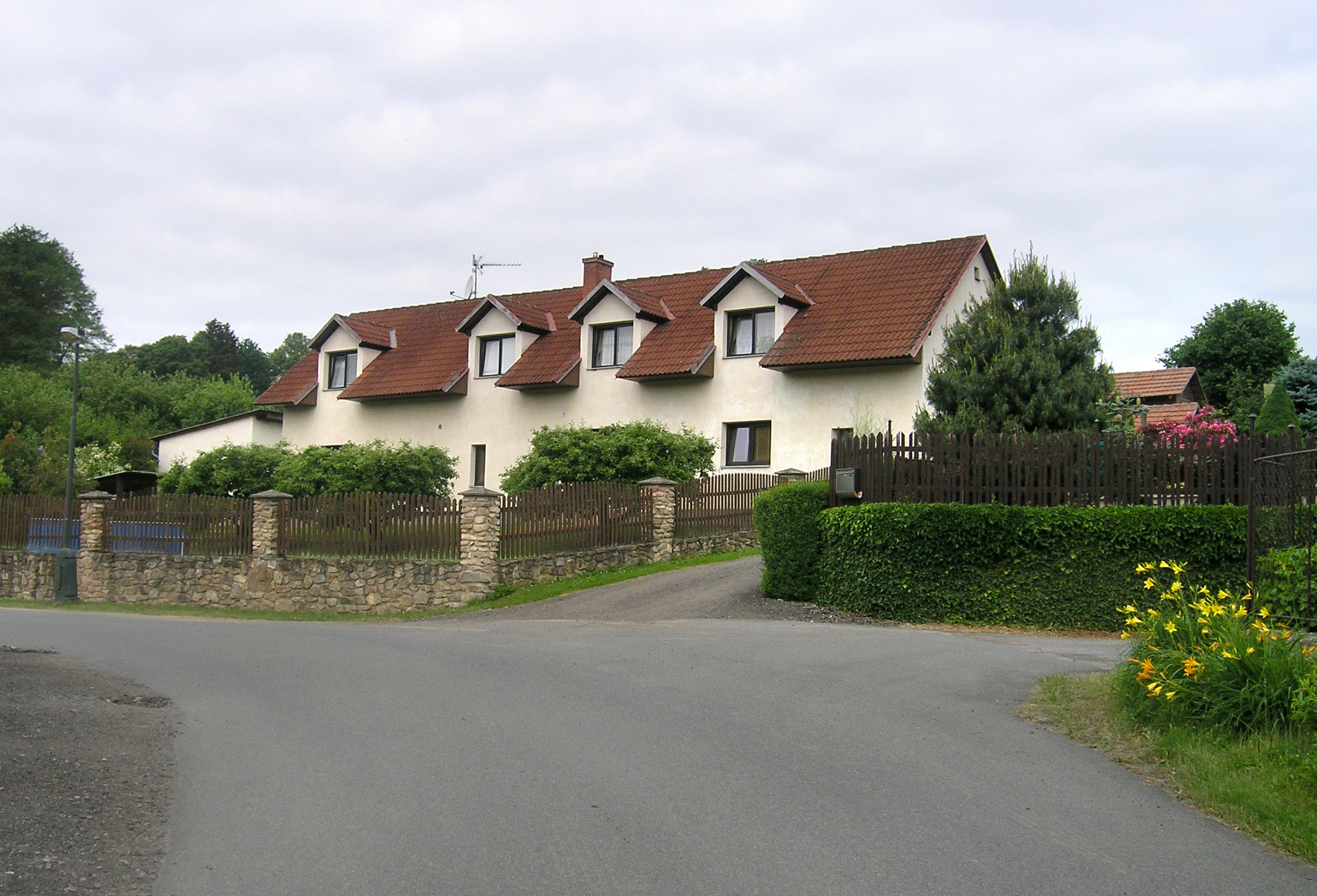
Rekonstruovaný dům čp. 11
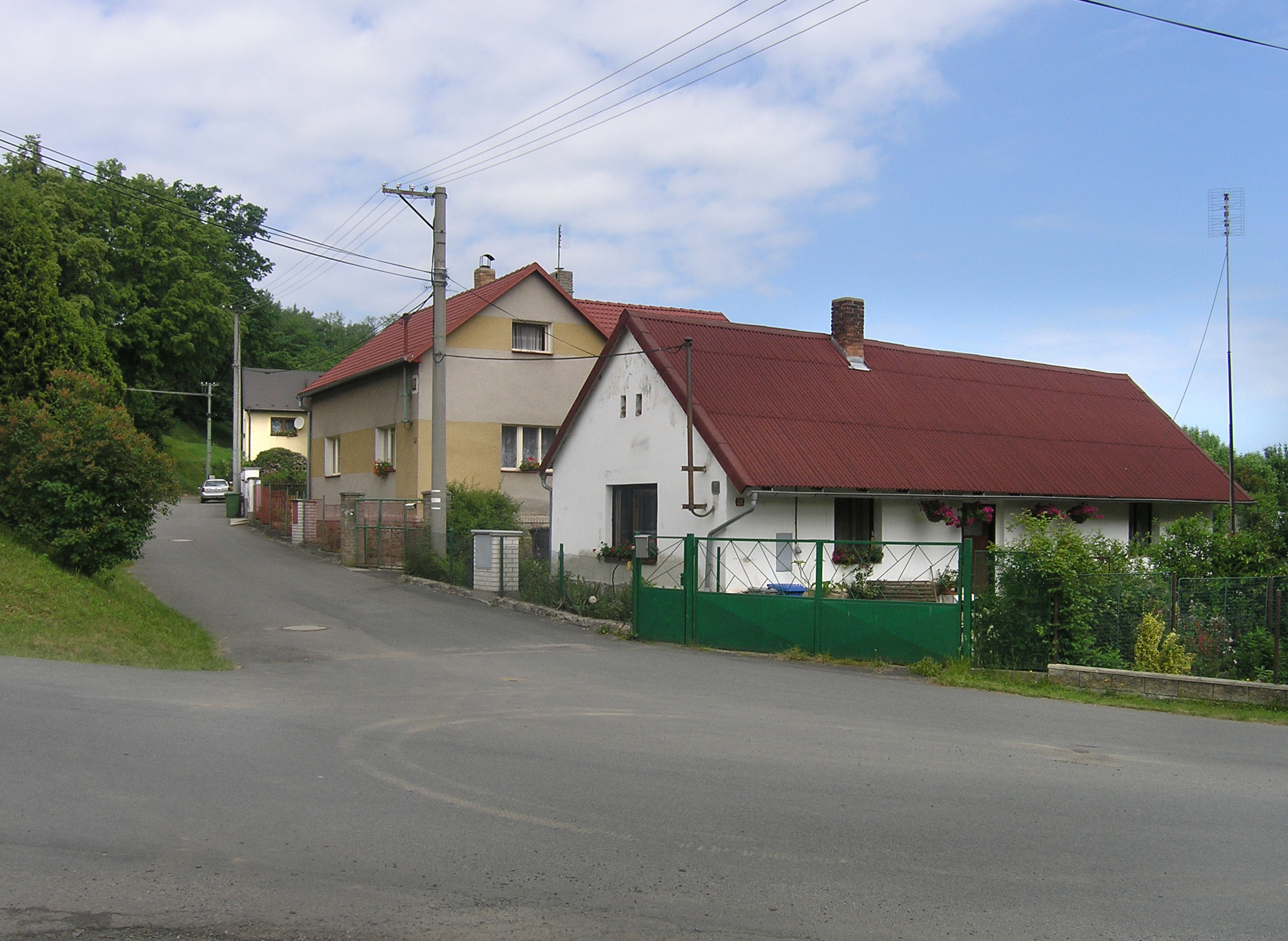
Postranní ulice
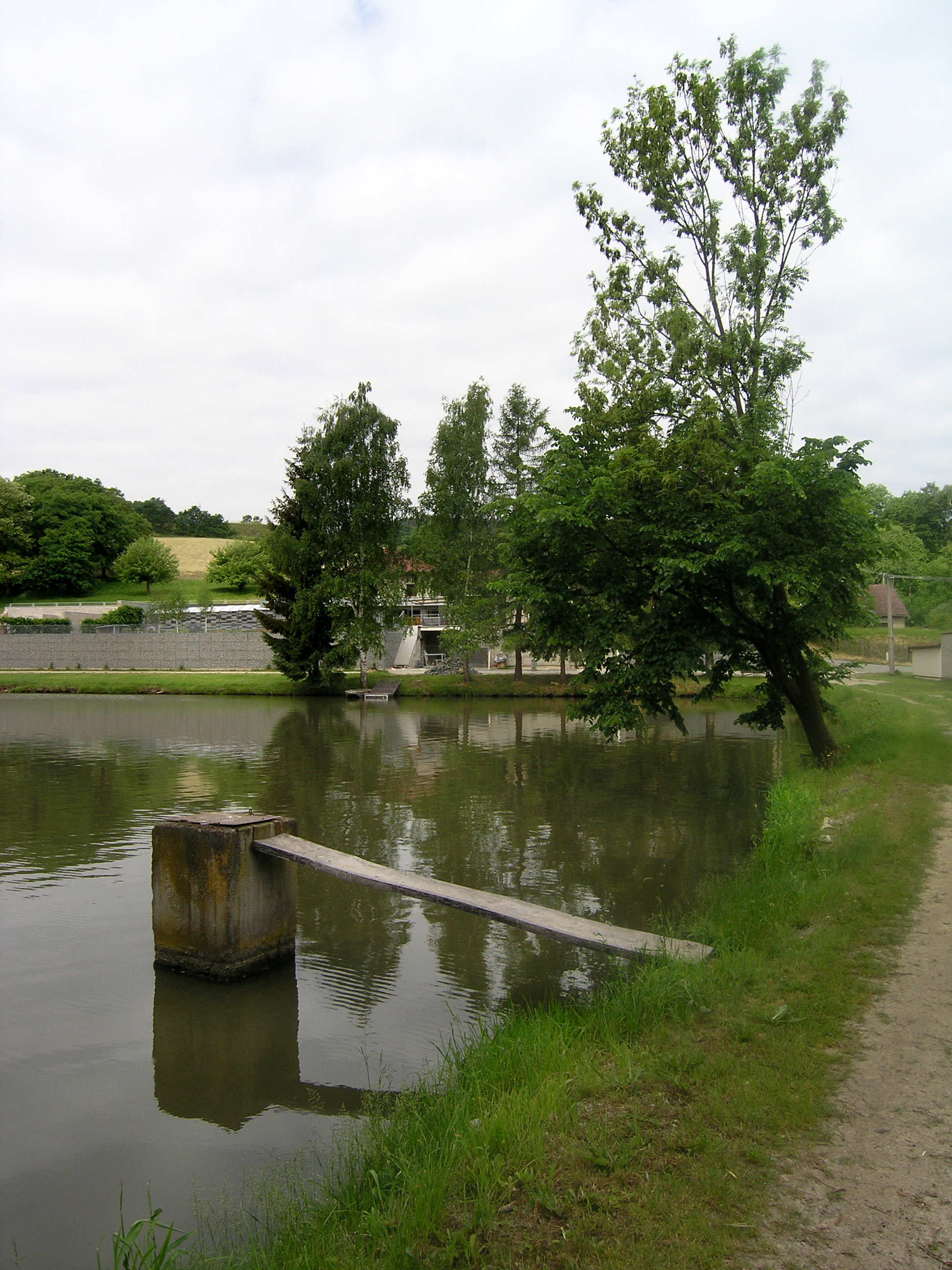
Srbický rybník